# Cardisoma
Cardisoma is een geslacht van kreeftachtigen uit de klasse van de Malacostraca (hogere kreeftachtigen).

## Soorten
- Cardisoma armatum Herklots, 1851
- Cardisoma carnifex (Herbst, 1796)
- Cardisoma crassum Smith, 1870
- Cardisoma guanhumi Latreille, 1828